# Cantaron
Cantaron (Italiaans (verouderd): Cantarone) is een gemeente in het Franse departement Alpes-Maritimes (regio Provence-Alpes-Côte d'Azur). De plaats maakt deel uit van het arrondissement Nice. Cantaron telde op 1 januari 2022 1.276 inwoners. In de gemeente ligt spoorwegstation Drap-Cantaron.

## Geografie
De oppervlakte van Cantaron bedroeg op 1 januari 2022 7,38 vierkante kilometer; de bevolkingsdichtheid was toen 172,9 inwoners per km².
De onderstaande kaart toont de ligging van Cantaron met de belangrijkste infrastructuur en aangrenzende gemeenten.

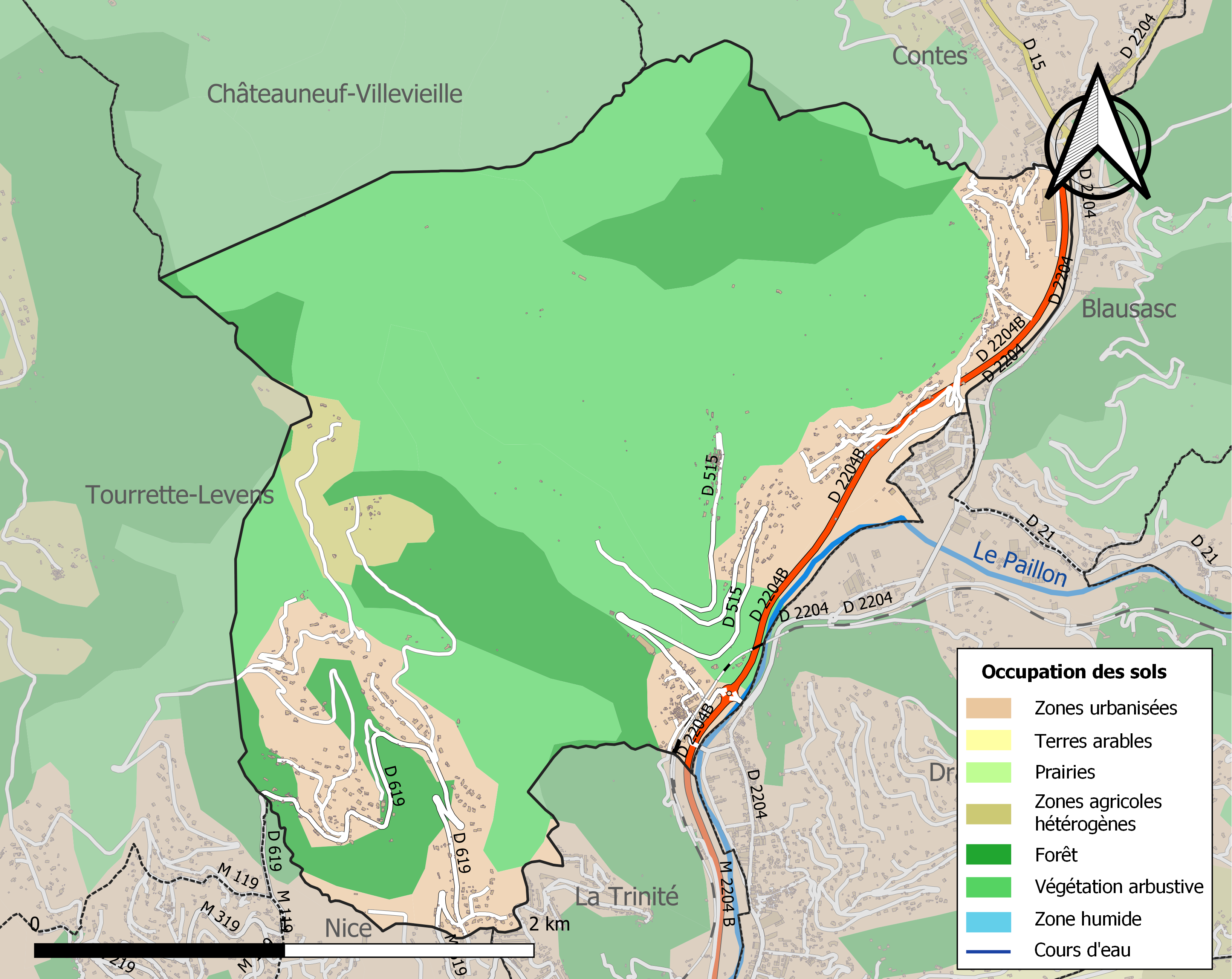

## Demografie
Onderstaande figuur toont het verloop van het inwonertal (bron: INSEE-tellingen).
Vanwege een beveiligingsprobleem met de MediaWiki Graph-software is het momenteel niet mogelijk deze grafiek weer te geven. Zodra de software is bijgewerkt zal de grafiek vanzelf weer zichtbaar worden.